# Episodi di Dream Team
Questa è una lista degli episodi della serie anime Dream Team. Tutti i titoli originali degli episodi, così come il titolo originale della serie, hanno un punto esclamativo alla fine.

## Lista episodi
| Nº | Titolo italiano Giapponese 「Kanji」 - Rōmaji | In onda           | In onda        |
| Nº | Titolo italiano Giapponese 「Kanji」 - Rōmaji | Giapponese        | Italiano       |
| 1  | Mai arrendersi 「壁をつき破れ！」 - Kabe wo tsuki yabure! | 5 maggio 2002     | Settembre 2008 |
| 1  | Sho Kazamatsuri viene accettato alla "Sakura Josui", ma viene scambiato per un titolare alla sua precedente e prestigiosa scuola, la "Musashi no Mori". In realtà era una riserva e quando viene scoperto dopo una pessima partita, scappa per allenarsi. |                   |                |
| 2  | In squadra è meglio 「仲間と共に走れ！」 - Nakami to tomoni harshire! | 13 maggio 2002    | ?              |
| 2  | Mizuno sfida il capitano perché crede che non si impegni abbastanza. Lo sfida in una partita di cinque giocatori a squadra dove i due sono i capitani. Lo scopo della partita è stabilire un nuovo capitano. Il capitano accetta subito quando Mizuno dice che avrà in squadra le riserve, Sho compreso. Così Mizuno, Sho e le riserve, si preparano alla partita, trovando Sho migliorato, in quanto si è allenato per due settimane. |                   |                |
| 3  | Per un goal di vantaggio 「ゴールを決めろ！」 - Gooru wo kimero! | 20 maggio 2002    | ?              |
| 3  | La squadra delle riserve vince per 2-1. Il nuovo capitano della "Sakura Josui" è quindi diventato Mizuno. |                   |                |
| 4  | Non rinunciare mai al tuo futuro 「未来（ゆめ）をあきらめるな！」 - Mirai (yume) wo akirameru na! | 27 maggio 2002    | ?              |
| 4  | Shigeki Sato, da tutti conosciuto più amichevolmente come Shige, si è ritirato tempo addietro dalla "Sakura Josui" perché non gli piacevano i titolari della squadra. Ora però che il team è capitanato da Mizuno e tra i giocatori figura Sho (del quale ha studiato i comportamenti in campo), decide di tornare a farne parte. Assieme a Shige, torna in squadra anche Noro, convinto da Kazamatsuri. |                   |                |
| 5  | Voglio fare l'attaccante 「FWの座を勝ち取れ！」 - FW no za wo kachitore! | 3 giugno 2002     | ?              |
| 5  | La "Sakura Josui" si deve battere, tra qualche giorno, contro la "Musashi no Mori". Sho è nominato attaccante da Mizuno, ma Santa Yamaguchi vorrebbe essere al suo posto essendo, a suo dire, più bravo di lui. I due così si allenano con Shige, che ha il compito di decidere chi sarà il titolare tra Yamaguchi e Kazamatsuri. Vince il posto quest'ultimo, in quanto dimostra a Shige di saperlo smarcare. |                   |                |
| 6  | Supera le barriere 「壁を抜け！」 - Kabe wo nuke! | 10 giugno 2002    | ?              |
| 6  | Comincia la partita della "Sakura Josui" contro la "Musashi no Mori". Gli avversari segnano due goal, mentre il team di Sho zero. È proprio Kazamatsuri ad impedire, grazie ai suoi riflessi, altre reti avversarie. L'episodio si chiude con un rigore di Mizuno che tira il pallone ad uno Sho con il quale si capisce col solo sguardo. |                   |                |
| 7  | Gol 「誰よりも一番前に行け！」 - Dareyori mo ichiban maeni ike! | 17 giugno 2002    | ?              |
| 7  | Il portiere della Musashi no Mori, Shibusawa, è un vero asso, e riesce a parare la punizione di Mizuno. Così la Sakura torna negli spogliatoi dopo il primo tempo, affranta. Arriva però l'ex giocatore professionista Sojo Matsushita (che casualmente era sulle tribune)ad aiutare la squadra di Sho. Nel secondo tempo Kazamatsuri segna il gol del 2-1 colpendo il pallone di tacco mentre cadeva, e questo da un po' di speranza alla squadra. |                   |                |
| 8  | Assist vincente 「ラストパスを受け止めろ！」 - Rasuto pasu wo uketomero! | 24 giugno 2002    | ?              |
| 8  | Dopo il gol di Sho la Sakura Josui domina la parita, ma non riesce a pareggiare grazie all'abilità di Shibusawa. Purtroppo Sho si infortuna contro il portiere, ma continua a giocare. I giocatori della Sakura Josui cominciano a stancarsi, e l'attaccante degli avversari, Fujishiro, spiazza il portiere Shige con un pallonetto. |                   |                |
| 9  | Fino all'ultimo minuto 「壁を越えろ！」 - Kabe wo koero! | 1º luglio 2002    | ?              |
| 9  | Shige riesce miracolosamente a parare il pallonetto di Fujishiro a pochi minuti dalla conclusione e la squadra ha la possibilità di pareggiare con un rigore battuto da Mizuno, che però sbaglia e colpisce l'incrocio, così Shige esce dai pali e colpisce il pallone ancora in gioco, ma Sho, capendo che Shibusawa avrebbe parato, devia il pallone con la testa, e riesce a segnare la rete del pareggio, ma la Musashi no Mori riesce a segnare nuovamente e a vincere 3-2, ma Matsuhita alla fine si complimenta con i ragazzi. |                   |                |
| 10 | Guadagnati un posto da titolare 「レギュラーの座をつかめ！」 - Regyuraa no za wo tsukame! | 8 luglio 2002     | ?              |
| 10 | Sho non può ancora allenarsi con la squadra per via dell'infortunio della partita precedente, ma conosce un tipo strano che, pur non conoscendo il Calcio, para tutti i tiri di Sho, così quest'ultimo si allena per riuscire a segnare al ragazzo che, pur non conoscendo il Calcio, para tutti i tiri di Sho, così quest'ultimo si allena per riuscire a segnare al ragazzo, che dice di chiamarsi Daichi Fuwa, e alla fine ci riesce. Intanto la coordinatrice della squadra di calcio della scuola, Katori, propone a Matsushita di allenare la Sakura Josui, ma questi rifiuta. Nel frattempo Fuwa si iscrive nella squadra di Sho. |                   |                |
| 11 | Di nuovo in campo 「フィールドに帰れ！」 - Fiirudo ni kaere! | 15 luglio 2002    | ?              |
| 11 | Yuki partecipa ad una partita della "Sakura Josui", ma, anche se brava, alla fine del primo tempo deve uscire perché gli avversari sono in difficoltà con una giocatrice femmina e non rendono al massimo, cosa che a Mizuno non piace. Così, per poter giocare a calcio, decide, su idea di Sho, di formare una squadra femminile di calcio. Nel frattempo, Matsushita ripensa alla proposta di poter diventare l'allenatore della "Sakura Josui". |                   |                |
| 12 | Lo spazio si crea 「スペースを作り出せ！」 - Supeesu wo tsukuridase! | 22 luglio 2002    | ?              |
| 12 | Matsushita diventa l'allenatore della "Sakura Josui", ma esclude dai titolari Takai, che si abbatte e decide di non giocare più a calcio. Decide in seguito, però, di tornare in squadra, anche se è una riserva, grazie all'aiuto di Yuki. |                   |                |
| 13 | Trova la tua strada 「自分の道を切り拓け！」 - Jibun no michi wo kirihirake! | 29 luglio 2002    | ?              |
| 13 | La "Sakura Josui" disputa la prima partita con, come allenatore, Matsushita. La squadra si impegna al massimo, nonostante nel team avversario vi sia un giocatore molto preparato, il numero 9 Tenjo. |                   |                |
| 14 | Oltre le lacrime 「涙の向こうへ駈け抜けろ！」 - Namida no mukou he kake nukero! | 5 agosto 2002     | ?              |
| 14 | I ragazzi capiscono il punto debole di Tenjo e vincono la partita. Alla fine della partita, Miyuki prende il posto di Yuki nello staff del team, in quanto la prima deve allenare la squadra delle ragazze. |                   |                |
| 15 | Segui il pallone 「一瞬のボールに挑め！」 - Isshun no booru ni idome! | 12 agosto 2002    | ?              |
| 16 | Vincere con il gioco di squadra 「チームワークでぶつかれ！」 - Chiimu waaku de butsukare! | 19 agosto 2002    | ?              |
| 16 | Fuwa ha un piccolo diverbio con Noro sulla bravura di quest'ultimo. Fuwa, grazie all'aiuto di Sho, riesce a scusarsi con Noro, ma quest'ultimo capisce di essere davvero il peggiore del team e pensa di abbandonare la "Sakura Josui". |                   |                |
| 17 | Liberati da quest'incubo 「悪夢を吹っ飛ばせ！」 - Akumu wo futtobase! | 26 agosto 2002    | ?              |
| 17 | Comincia una nuova partita per la "Sakura Josui". Noro, dopo un'auto-gol fatto da lui stesso, vorrebbe abbandonare la squadra per i suoi continui fallimenti, ma rinuncia a questa idea grazie al sostegno che gli danno Fuwa, Kazamatsuri e in generale tutto il team. |                   |                |
| 18 | Non rinunciare a vincere 「勝利を棄てるな！」 - Shouri wo suteru na! | 2 settembre 2002  | ?              |
| 18 | La partita cominciata nello scorso episodio si conclude con la vittoria della "Sakura Josui" per 2-1. Nel frattempo si diffonde la falsa convinzione che il padre di Mizuno, allenatore della "Musashi no Mori", diffonde la notizia che il figlio giocherà prossimamente nella sua squadra. La notizia di trasferimento di Mizuno era falsa, e così padre figlio litigano. |                   |                |
| 19 | Segui il tuo cuore 「心のままを受けいれろ！」 - Kokoro no mama wo ukeirero! | 9 settembre 2002  | ?              |
| 19 | Comincia una nuova partita per la qualificazione della "Sakura Josui". Mizuno scarica però la sua tensione rilevante dai diverbi col padre sulla partita e finisce per non fare il gioco di squadra, arrabbiandosi di conseguenza, per questa ragione, con Sho. Grazie, però, all'aiuto di Shige, Mizuno riesce a riflettere sulla situazione e si riappacifica con Kazamatsuri. |                   |                |
| 20 | Nei panni di un compagno 「あいつの痛みを噛みしめろ！」 - Aitsu no itami wo kamishimero! | 16 settembre 2002 | ?              |
| 20 | Una nuova partita per la "Sakura Josui" è iniziata. Il tempo è scuro e così, a partita inoltrata, si mette a piovere. Inoltre, i ruoli di Kazamatsuri e Mizuno sono inverti per l'occasione secondo una tattica di Matsushita. |                   |                |
| 21 | Corri sempre avanti 「どこまでも前へ走れ！」 - Doko made mo mae he hashire! | 23 settembre 2002 | ?              |
| 21 | La partita cominciata nello scorso episodio si protrae fino alla fine del secondo tempo: nonostante la grinta di Kazamatsuri, il risultato è pari e le squadre si preparano quindi ai supplementari. |                   |                |
| 22 | Vola con i compagni 「仲間と共に飛べ！」 - Nakama to tomoni tobe! | 30 settembre 2002 | ?              |
| 23 | Segui l'istinto 「ときめきを追いかけろ！」 - Tokmeki wo oikakero! | 7 ottobre 2002    | ?              |
| 23 | La "Sakura Josui" doveva battersi contro la squadra di Tenjo, ma questa era stata sconfitta da una nuova squadra apparentemente molto forte visto che Tenjo aveva perso la nonna il giorno prima e non era al massimo delle sue forze. Kazamatsuri, Mizuno, Yuki e Matsushita vanno quindi a controllare gli allenamenti di questa squadra dato che non hanno notizie sugli avversari, ma non trovano nessuno. Visto che si trovano lì, vanno a vedere una partita di calcetto vicino agli allenamenti, dove trovano Tenjo e la nuova squadra. Insieme fanno una partita di calcetto in cui Tenjo si unisce ai pochi della "Sakura Josui" contro quelli della nuova squadra. Vengono alla fine interrotti perché violano il regolamento della loro scuola, che dice che non si possono disputare partite durante gli esami. Ad ogni modo, i pochi della "Sakura Josui" sono riusciti a sapere qualcosa sul tipo di gioco dei prossimi avversari. |                   |                |
| 24 | Punta più in alto che puoi 「世界をめざせ！」 - Sekai wo mezame! | 14 ottobre 2002   | ?              |
| 24 | La "Sakura Josui" deve battersi con la squadra già presentata nello scorso episodio, nella quale un componente, Naoki Inoue, è un vecchio conoscente di Shige: quest'ultimo lo batteva sempre a calcio. In quella squadra c'è un giocatore, Tsubasa, molto bravo, su cui il team di Sho si deve concentrare. |                   |                |
| 25 | La difesa a tre centrali 「フラット3を突き破れ！」 - Furatto shurii wo tsukiyabure! | 21 ottobre 2002   | ?              |
| 26 | Padri e rigori 「そのシュートに父を見ろ！」 - Sono shuuto ni chichi wo miro! | 28 ottobre 2002   | ?              |
| 26 | La partita cominciata nello scorso episodio continua. Shige vuole vincere a tutti i costi, così fa un rigore fasullo. A calciarlo ci va Kazamatsuri, che fa apposta a sbagliarlo perché vuole giocare pulito. Rimedia alla fine dell'episodio un gol. |                   |                |
| 27 | Giocare alla ceca 「未知数に賭けろ！」 - Michisuu ni kakero! | 4 novembre 2002   | ?              |
| 27 | L'ultimo gol segnato da Kazamatsuri nello scorso episodio ricorda quello che fece in una storica partita un famoso giocatore, Kensuke Shiomi, che si rivela essere il padre naturale di Sho. |                   |                |
| 28 | Batti il tuo avversario 「ライバルを追い越せ！」 - Raibaru wo oikose! | 11 novembre 2002  | ?              |
| 28 | Sho, Mizuno e Fuwa partecipano ad un ritiro calcistico. In questo episodio gli allenamenti cominciano, ma Kazamatsuri e Fuwa sono riserve rispetto a Mizuno. |                   |                |
| 29 | Metticela tutta 「ちからを出しきれ！」 - Chikara wo dashikire! | 18 novembre 2002  | ?              |
| 30 | Autocontrollo 「あいつを生かすパスを出せ！」 - Aitsu wo ikasu pasu wo dase! | 25 novembre 2002  | ?              |
| 31 | Batti il tuo avversario! 「自分の武器を身につけろ！」 - Jibun no buki wo minitsukero! | 2 dicembre 2002   | ?              |
| 32 | Trova una via d'uscita 「岐路から舞い上がれ！」 - Kiro kara mai uegare! | 9 dicembre 2002   | ?              |
| 33 | Ritorno alle origini 「原点に帰れ！」 - Genten ni kaere! | 16 dicembre 2002  | ?              |
| 34 | Come il vento 「風になれ！」 - Kaze ni nare! | 23 dicembre 2002  | ?              |
| 35 | Verso il domani 「明日へ旅立て！」 - Ashita he tabidatsu! | 6 gennaio 2003    | ?              |
| 36 | Finalmente la divisa 「このユニホームに応えろ！」 - Kono yunihoomu ni kotaero! | 13 gennaio 2003   | ?              |
| 37 | Goditi la partita 「試合(ゲーム)を遊べ！」 - Shiai (Geemu) wo asobe! | 20 gennaio 2003   | ?              |
| 38 | Crea un'occasione di gioco 「流れ(チャンス)を生かせ！」 - Nagare (Chansu) wo ikase! | 27 gennaio 2003   | ?              |
| 39 | Il fischio finale 「勝利の笛(ホイッスル)を聞け！」 - Shouri no fue (hoissuru) wo kike! | 3 febbraio 2003   | ?              |